# Demeure des Vieux Bains
La demeure des Vieux Bains est d'anciens bains publics situés à Provins, en France.

## Localisation
L'édifice est situé dans la ville-basse de Provins, Seine-et-Marne, au 7 rue du Moulin-de-la-Ruelle.

## Historique
En 1256, les bains tombent en ruine, et c'est en 1309 que Louis X reprit ce lieu et y fit quelques rénovations telles que le pavement des bains avec des pierres de Paris ainsi que l'installation de fournel, chaudières et étuve. Ce fut un endroit phare de Provins, où tout type de population s'y retrouvait, pour jouir des valeurs curatives qu'on lui attribuait. Le lieu connut son apogée en 1311 au moment où il se louait pour 240 livres.
Après leur rénovation en 2004, les vieux bains se nomment « demeure des Vieux Bains ». C'est une chambre d'hôtes 5 épis.
Les deux salles voutées sont classées au titre des monuments historiques en 1981 ; les façades et les toitures sont inscrites au même moment.